# Сикорав, Жан-Клод
Жан-Клод Сикорав (фр. Jean-Claude Sikorav, род. 1957) — французский математик, профессор Высшей нормальной школы Лиона. Специалист по симплектической геометрии.

## Научная деятельность
Совместно с Франсуа Лауденбахом, Жан-Клод Сикорав доказал гипотезу Арнольда для лагранжевых пересечений.
Также он ввёл понятие порождающего семейства в симплектическую топологию.

## Признание
- Кавалер Ордена Пальмовых ветвей Академии.